# Matteo Messori
Matteo Messori (Bologna, 23 aprile 1976) è un clavicembalista, organista, clavicordista, direttore, compositore e musicologo italiano.

## Vita
Formatosi alla scuola di Clavicembalo di Sergio Vartolo, ha conseguito il diploma con il massimo dei voti e la lode sia in organo e composizione organistica (con Umberto Pineschi) che in clavicembalo, presso i Conservatori di Bologna, Mantova e Venezia. Ha studiato anche al DAMS di Bologna. Fino al 1990 ha studiato pianoforte presso il Conservatorio della sua città con Franca Fogli, prima allieva di Arturo Benedetti Michelangeli.
Dal 1990 Messori ha svolto attività di continuista dell'ensemble milanese "I Filomusi". Contemporaneamente ha iniziato un'intensa attività solistica che lo ha portato ad esibirsi in Europa ed in America. Nel 1998 ha vinto il primo premio al Concorso Nazionale di Clavicembalo "G. Gambi" a Pesaro. Altre onorificenze gli sono state attribuite a Mantova (Medaglia Campiani) e a Venezia.
Dal 2002 al 2014 è stato docente di organo e composizione organistica, clavicembalo e tastiere storiche nonché basso continuo presso l'Istituto Superiore di Studi Musicali "G. Donizetti" di Bergamo, mentre nel 2000,  ha fondato l'ensemble Cappella Augustana, di cui è il direttore. Dal 2014 al 2022 è stato professore di organo e composizione organistica presso il Conservatorio statale di musica "Niccolò Paganini" di Genova, continuando ad insegnare clavicembalo a Bergamo. Dal 2022 è professore di organo e composizione organistica presso il Conservatorio statale di musica "B. Marcello" di Venezia.
Nel 2002 gli è stata affidata dalla casa discografica olandese Brilliant Classics la direzione della prima incisione mondiale di tutte le opere di Heinrich Schütz, in oltre 35 CD (tuttora in fase di registrazione).
Nel 2005 ha inciso la terza parte del Clavier-Übung e le Variazioni canoniche su Vom Himmel hoch da komm ich her BWV 769 di Johann Sebastian Bach. Del 2008 sono le interpretazioni de L'arte della fuga al clavicembalo e dell'Offerta musicale con Cappella Augustana. 
Ha tenuto corsi di perfezionamento e diretto orchestre ed ensemble in Italia e all'estero. Ha collaborato come cembalista con i Wiener Philharmoniker sotto la direzione di Daniel Harding, con Giovanni Antonini e Il Giardino Armonico, con Philippe Jaroussky. Per la tecnica direttoriale ha seguito le lezioni e i consigli di Charles Mackerras, di Bruno Weil e di Michele Mariotti. Ha diretto orchestre e ensemble in Germania, Polonia, Francia, Italia, Russia (alla Filarmonica di San Pietroburgo), Bielorussia collaborando in particolare con Capella Cracoviensis e con l'Orchestra da camera bielorussa.
Nel novembre 2011 la rivista specializzata tedesca FonoForum ha scritto: "La registrazione integrale delle opere tarde di Bach è un'affermazione con cui l'ancor giovane clavicembalista e organista italiano è giunto a giocare nella Champios League degli interpreti internazionali bachiani".
Ha composto musica corale, Lieder per voce e pianoforte nonché lavori tastieristici e cameristici e pubblicato saggi musicologici, edizioni critiche e articoli biografici.

## Discografia
(non completa)
- 2000-2002 - Vincenzo Albrici: Concerti sacri Cappella Augustana, Matteo Messori - Mvsica Rediviva, Svezia
- 2003 - 5 CD Heinrich Schuetz Edition Vol. 1 Cappella Augustana, Matteo Messori - Brilliant Classics, Paesi Bassi
- 2004 - 1 SuperAudioCD Heinrich Schuetz: Symphoniae sacrae Cappella Augustana, Matteo Messori - Brilliant Classics, Paesi Bassi
- 2004 - 5 CD Heinrich Schuetz Edition Vol. 2 Cappella Augustana, Matteo Messori - Brilliant Classics, Paesi Bassi
- 2005 - 4 CD Heinrich Schuetz Edition Vol. 3 Cappella Augustana, Matteo Messori - Brilliant Classics, Paesi Bassi
- 2005-2008 - 2 SuperAudioCD Johann Sebastian Bach, Dritter Theil der Clavieruebung Matteo Messori - Brilliant Classics, Paesi Bassi
- 2008-2010 - 5 CD Heinrich Schütz Edition Vol. 4 Cappella Augustana, Matteo Messori - Brilliant Classics, Paesi Bassi
- 2008-2010 - 3 CD Johann Sebastian Bach die Kunst der Fuge - Musikalisches Opfer - Einige canonische Veraenderungen Matteo Messori - Brilliant Classics, Paesi Bassi
- 2011 - 2 CD Johann Sebastian Bach Schübler-Choräle e Preludi e Fughe del periodo di Lipsia - Matteo Messori - Brilliant Classics, Paesi Bassi
- 2011 - 1 CD Luzzasco Luzzaschi Opere complete per strumenti a tastiera (first world recording) - Matteo Messori - Brilliant Classics, Paesi Bassi
- 2012 - 3 CD Johann Caspar Kerll Opere complete per strumenti a tastiera - Matteo Messori - Brilliant Classics, Paesi Bassi
- 2012 - 1 CD Johann Sebastian Bach Invenzioni e Sinfonie - Matteo Messori, clavicordo
- 2015 - 1 CD Love Simone Kermes, La Magnifica Comunità - Matteo Messori, clavicembalo, organo, arrangiamenti e orchestrazione. Sony International
- 2025 - 2 CD Ermanno Wolf-Ferrari Bach Obsession - an intimate notebook - Matteo Messori, organi e pianoforte - Brilliant Classics, Paesi Bassi